# Internationales Poesiefestival Rosario
Das Internationale Poesiefestival Rosario (offiziell spanisch Festival Internacional de Poesía de Rosario) (FIPR) findet alljährlich in Rosario, Argentinien, statt und wird vom Kultursekretariat der Provinz Santa Fe und vom städtischen Kultur- und Bildungssekretariat durchgeführt.

## Geschichte
Gegründet wurde es 1993 unter dem Namen Lateinamerikanisches Poesiefestival Rosario (spanisch Festival Latinoamericano de Poesía de Rosario). In wenigen Jahren entwickelte es sich zu einem Klassiker in Südamerika und zu einer in  Argentinien einzigartigen Veranstaltung. Seit dem Jahr 2000 trägt das Festival seinen heutigen Namen.
Diese literarische Veranstaltung findet im Centro Cultural Roberto Fontanarrosa (Kulturzentrum Roberto Fontanarrosa, früherer Name bis 2007 Centro Cultural Bernardino Rivadavia) statt. Im Jahre 2012 wurde die 20. Ausgabe gefeiert.
Es hat zum Ziel, einen Raum für die mündliche Verbreitung von Poesie zu schaffen, die kulturellen Werte eines jeden eingeladenen Landes zu anerkennen sowie Identitätsaspekte zu vertiefen. Es etablierte  sich in Lateinamerika als eines der wichtigsten und prestigeträchtigsten Festivals, sowohl was die eingeladenen Dichter betrifft als auch in Bezug auf die Kontinuität der Organisation.
Das Internationale Poesiefestival Rosario wurde von der argentinischen Regierung zu einer Veranstaltung von nationalem Interesse erklärt.

## Teilnehmer am Festival (Auswahl)
| - Humberto Ak'Abal - Rodolfo Alonso - María Teresa Andruetto - Elizabeth Azcona Cranwell - Sergio Badilla Castillo - Diana Bellessi - Javier Bello - Jorge Boccanera - Miguel Bonasso - Enrique Butti - Daniel Calabrese - Luz Caldas - Dilan Camargo - Arturo Carrera - Julio Castellanos - Atilio Castelpoggi - Leopoldo Castilla - Horacio Castillo - Daniel Chirom - Antonio Cisneros | - Marta Cwielong - Theodore Damian - Eduardo D’Anna - Miguel Espeji - Renée Ferrer - Juan Gelman - Joaquín Giannuzzi - Hai Han - Allison Hedge Coke - Markus Hediger - Jorge Isaías - Lêdo Ivo - Verónica Jaffé - Javier Jover - Roberto Juarroz - Viacheslav Kupriyanov - Ana Emilia Lahitte - Leónidas Lamborghini - Ketty Lis - Julio Llinás | - María Rosa Lojo - Liliana Lukin - Francisco Madariaga - Jorge Madrazzo - Circe Maia - Roberto Malatesta - Leonardo Martínez - Rafael Matamoros - Angela Melim - Guy Nana Merlin - Esteban Moore - Andrés Morales - Rafael Oteriño - Olga Orozco - Carlos Ortega - Hugo Padeletti - Aldo Parfeniuk - Alex Pausides - Rogelio Pizzi - Osvaldo Pol | - Jean Portante - Mauricio Redolés - Victor Redondo - Antonio Requeni - Juan Manuel Roca - Mercedes Roffé - Gonzalo Rojas - Elvio Romero - Daniel Samoilovich - Mayra Santos Febres - Alejandro Schmidt - Jorge Aulicino - Jorge Fondebrider - Gerardo Gambolini - Marcos Silber - Satoko Tamura - Armando Trevisán - Sara Vanegas Coveña - Susana Vargas - Rubén Vela | - Beatriz Vignoli - Paulina Vindermann - Héctor Yanover - Laura Yasán - Cayetano Zemborain - Verónica Zondek |